# Список Нобелівських лауреатів — нащадків вихідців з України
До списку включено нобелівських лауреатів, що є нащадками вихідців з України — дітьми, онуками, правнуками чи більш давніми нащадками, проте самі народилися поза межами України. Пращури не менше 30 нобелівських лауреатів народилися в Україні. Це не враховуючи тих лауреатів, що народилися власне в Україні. Нащадки вихідців з України отримували нобелівські премії з усіх галузей: з літератури, фізики, хімії, фізіології і медицини, економіки, та миротворчої діяльності.
1. Іван Бунін (1901—1985) — російський, український[джерело?] та французький російськомовний письменник, майже 15 років сумарно прожив в Україні де створив значну частину значних творів. Веде родовід від давнього полтавського роду Бунянських. Прихильно ставився до України та її мешканців. Емігрував з УНР до Франції після наступу більшовиків, «яких сприймав за азіатські орди». Лауреат Нобелівської премії з літератури 1933 року за строгу майстерність, з якою він розвиває традиції російської класичної прози
2. Полікарп Кущ (англ. Polykarp Kusch; 1911—1993) — американський фізик українського походження, виходець з Німеччини. Нащадок вихідців з України. Лауреат Нобелівської премії з фізики в 1955 р. Половина премії «за точне визначення магнітного моменту електрона». Другу половину премії отримав Вілліс Юджин Лемб.
3. Борис Пастернак (1890—1960) — російський письменник, син українських євреїв з Одеси. Лауреат Нобелівської премії з літератури 1958 року.
4. Ігор Тамм (1895—1971) — український[джерело?] та російський фізик, онук українця та кримської татарки, адже мати Ігоря Тамма — Ольга Михайлівна Давидова по материнській лінії належала до сім'ї Кобилянських, пращур яких — курінний отаман Запорозької Січі одружився з дочкою кримського хана Гірея). Є випускником Єлисаветградської гімназії 1913 року. Викладав у Одеському політехнічному університеті та у Таврійському університеті, у якому також навчався. Отримав Нобелівську премію в галузі фізики 1958 року разом із Іллею Франком та Павлом Черенковим «за відкриття і тлумачення эффекту Вавілова — Черенкова».
5. Михайло Шолохов (1905—1984) — російський письменник, виходець з Донщини, за матір'ю українець. Мати — Анастасія Данилова Черникова (1871—1942) — донька кріпака, який приїхав на Дон з Чернігова. Лауреат Нобелівської премії з літератури 1965 року.
6. Георг Вальд[1] (Джордж Уолд[2][3][4], Джордж Волд[5][6][7]) (1906—1997) — вчений у галузі фізіології та медицини, син — вихідця з с. [[]], Львівська область.Лауреат Нобелівської премії (за відкриття, пов'язані з первинними фізіологічними та хімічними візуальними процесами ока, 1967) разом з Рагнаром Гранітом і Голденом Гартлайном.
7. Маррі Гелл-Манн (1929—2019) — американський фізик-теоретик єврейського походження. Син вихідців з України: мама Пауліна Райхштайн — з с. Базальтове, Рівненська область, батько — Айсідор Гелл-Ман -з м. Чернівці, Чернівецька область . Лауреат 1969 року «за відкриття системи класифікації елементарних частинок».
8. Олександр Солженіцин (1918—2008) — російський письменник, за матір'ю (Таїсія Щербак) українець. На відміну від Буніна відверто неоднозначно ставився до України. Лауреат Нобелівської премії з літератури 1970 року.
9. Сол Беллоу (англ. Saul Bellow) (1915—2005) — американський письменник, уродженець Канади, син Абрама та Лізи Білоус, які є вихідцями з Одеси. Лауреат Нобелівської премії з літератури («за глибоко людське розуміння та тонкий аналіз сучасної культури») 1976 року.
10. Розалін Сасмен Ялов (англ. Rosalyn Sussman Yalow; 1921—2011) — американська біофізикиня. Сім'я батька вченої Симон Ялов емігрувала з України. Отримала Нобелівську премію з медицини у 1977 році «За розвиток радіоімунологічних методів визначення пептидних гормонів».
11. Петро Капиця (1894—1984) — радянський вчений-фізик. Батько вченого, полковник Леонід Капиця, — виходець із Волині, україно-польського походження. Мати походила з українських дворян Стебницьких. Батько матері Ієронім Стебницький — уродженець Житомирської області. Лауреат Нобелівської премії з фізики 1978 року «за базові дослідження та відкриття у фізиці низьких температур».
12. Мілтон Фрідман (1912—2006) — американський економіст, син єврейських емігрантів Джено Саул та Сари Етель Фрідман, вихідців з містечка Береґсас, Угорщина (нині — містечко Берегове в Закарпатській області, Україна). Лауреат Нобелівської премії з економіки за досягнення у дослідженні споживчого аналізу, розробці грошово-кредитної теорії та демонстрації складності стабілізаційної політики 1979 року .
13. Герберт Чарлз Браун (1912—2004) — американський хімік єврейського походження, син вихідців з Житомира, Україна. Лауреат Нобелівської премії з хімії 1979 року.
14. Сезар Мільштейн (1927—2002) — аргентинський поет єврейського походження, син вихідців з України. Лауреат Нобелівської премії з фізіології і медицини 1984 року «за теорію щодо специфічності в розвитку і контролі імунної системи і відкриття принципу продукції моноклональних антитіл».
15. Йосип Бродський (1940—1996) — російський та американський поет єврейського походження, нащадок вихідців з України. Як і Солженіцин після отримання незалежності Україною, проявив ознаки різкого несприйняття цього факту. Лауреат Нобелівської премії з літератури 1987 року.
16. Сідні Олтмен (1939) — канадський та американський молекулярний біолог єврейського походження, син Віктора Альтмана, колгоспника з українського] селища Чорний Острів, Хмельницька область, що емігрував з України у 1934 році[8]. Лауреат Нобелівської премії з хімії 1989 року, яку він розділив з Томасом Чеком.
17. Михайло Горбачов (1931) — російський політик. Мати — Гопкало Марія Пантиліївна (1911—1993) — українка. Батько матері — уродженець Чернігівської області. Лауреат Нобелівської премії миру 1990 року.
18. Роберт Фогель (англ. Robert Fogel; нар. 1 липня 1926, Нью-Йорк — пом. 11 червня 2013[9]) — американський економіст. Син вихідців з Одеси. Лауреат Нобелівської премії з економіки 1993 року. (разом з Дугласом Нортом) «за відродження досліджень в області економічної історії, завдяки додатку до них економічної теорії і кількісних методів, що дозволяють пояснювати економічні і інституційні зміни».
19. Іцхак Рабин (1922—1995)  ізраїльський політик, прем'єр-міністр Ізраїлю (1974—1977, 1994—1995). Батько політика — Нехемія Рабічов, який емігрував з України 1904 року до США і змінив прізвище, — виходець з Києва, народився у селі Сидоровичі, нині Іванківського району Київської області[10]. Лауреат Нобелівської премії миру 1994 року.
20. Вальтер Кон (1923—2016)  — американський фізик-теоретик та хімік, мати народилася в Бродах на Львівщині. Лауреат Нобелівської премії з хімії за 1998 рік (за розвиток теорії функціонала електронної густини).
21. Ерік Кендел (1929) — австрійський та американський нейробіолог, психіатр, професор біохімії. Син вихідців з України: мама Шарлотта Сімелс — з Коломиї, Івано-франківська область, батько- Герман Кандель — з Олеська, Львівська область. Лауреат Нобелівської премії з медицини та фізіології за дослідження сигнальної трансдукції у нервовій системі, 2000 року (робота Кендела показала, як медіатори через вторинні посередники та фосфорилювання білків забезпечують формування короткотривалої та довготривалої пам'яті).
22. Роберт Горвиць (англ. H. Robert Horvitz; 1947) . Бабуся по батькові Циля Горовиць (до шлюбу Циля Болотіна) іммігрувала в США на початку XIX-го століття з Новгород-Сіверського (Україна), батько матері Горовиця також були єврейськими іммігрантами: Давид Савіт (Давид Савицький) був родом з Остера (нині Україна) і іммігрував до США у 1904 році. Лауреат Нобелівської премії в області медицини та фізіології 2002 року.
23. Ірвін Роуз (англ. Irwin A. Rose; 1926—2015) — американський біолог єврейського походження, син уродженця Одеської області укладальника паркетних підлог Гаррі Ройза і його дружини Елли Грінвальд. Лауреат Нобелівської премії з хімії 2004 року, разом з Авраамом Гершко та Аароном Чехановером за убіквітин-залежного протеолізу.
24. Девід Гросс (1941) — американський фізик. Мати вченого — Нора Файн — народилася в Україні, батько — відомий вчений Бертрам Майрон Гросс — син вихідців з Закарпатської області України. Лауреат Нобелівської премії з фізики 2004 р. «За відкриття асимптотичної свободи в теорії сильних взаємодій» (спільно з Ф. Вільчеком і Д. Політцером).
25. Гарольд Пінтер (англ. Harold Pinter; 1930—2008) — британський драматург, поет, режисер та актор єврейського походження, батько матері Пінтера — з Одеси. Лауреат Нобелівської премії з літератури 2005 року.
26. Пол Кругман (англ. Paul Robin Krugman, 1953—) — американський економіст єврейського походження. Син Дейвіда Кругмана (1924—2013), батьки якого емігрували у 1922 році, з м. Брест, що за умовами Брестського миру був визнаний невід'ємною частиною УНР, та на час еміграції діда та бабусі вченого, вже був анексований Польщею[11] . Лауреат Нобелівської премії в галузі економіки 2008 року, за дослідження причин глобальної урбанізації, яка пов'язала питання міжнародної торгівлі та економічної географії.
27. Данієль Шехтман (1941) — ізраїльський фізик і хімік, онук виходця з Білої Церкви. Лауреат Нобелівської премії з хімії за 2011 рік «за відкриття квазікристалів»[12].
28. Ральф Штайнман (1943—2011[13]) — канадський та американський імунолог та цитолог єврейського походження, син Ірвіна Штайнмана — вихідця з с. Старий Остропіль, Хмельницька область. Лауреат нобелівської премії з фізіології та медицини за 2011 рік (спільно з Брюсом Бетлером та Жюлем Гоффманом) «за відкриття дендритних клітин та вивчення їх значення для набутого імунітету».[14] Є третім в історії премії лауреатом, нагородженим посмертно[15].
29. Серж Арош (фр. Serge Haroche; 1944) — французький фізик. Мати вченого — Валентина Рубльова — родом з Одеси. Лауреат нобелівської премії з фізики 2012 року (спільно з Девідом Вайнлендом) з формулюванням за «створення проривних технологій маніпулювання квантовими системами»[16].
30. Роберт Ділан (англ. Bob Dylan , справжнє ім'я — Ро́берт А́ллен Ці́ммерман (англ. Robert Allen Zimmerman) (* 24 травня 1941) — американський поет, композитор, співак та гітарист єврейського походження, з лірики якого запозичено багато крилатих фраз, а музика вплинула на творчість величезної кількості композиторів та поетів-піснярів. Лауреат Нобелівської премії з літератури 2016 року за «створення нових поетичних експресій в американській пісенній традиції»[17]. Народився 24 травня 1941 року в містечку Дулут (штат Мінесота) в сім'ї дрібного торговця. Його предки — євреї, вихідці з України: дідусь і бабуся за лінією батька Абрахама Ціммермана, Зігман і Анна Ціммерман, виїхали до США з Одеси у зв'язку з єврейськими погромами 1905 року.
31. Ольга Навоя Токарчук (пол. Olga Nawoja Tokarczuk[18], 29 січня 1962, Сулехув, Польща) — польська письменниця, есеїстка, авторка сценаріїв, поетеса, психологиня, лауреатка Нобелівської премії за 2018 рік за «уяву оповідачки, яка з енциклопедичною пристрастю представляє перетин кордонів як форму життя»[19][20]. Нагороду вручено 2019 року. Народилася та виросла в Сулехові (Польща) у сім'ї сина вихідців з України, поляка та українки (також Ольги Токарчук) з Тернопільщини[21].